# A Stranger of Mine
Pour plus de détails, voir Fiche technique et Distribution.
A Stranger of Mine (運命じゃない人, Unmei janai hito) est une comédie dramatique japonaise écrite et réalisée par Kenji Uchida et sortie en 2005.
Le film a été sélectionné à la Semaine Internationale de la Critique au Festival de Cannes 2005 et a remporté le prix du Grand Rail d'or.

## Distribution
- Yasuhi Nakamura : Takeshi Miyata
- Reika Kirishima : Maki Kuwata
- Sô Yamanaka : Yusuke Kanda
- Yuka Itaya : Ayumi Kurata
- Kisuke Yamashita : Asai
- Hiroshi Sakuma : (comme Kanehiro Ri)